# SEAT Exeo
El SEAT Exeo és un automòbil de turisme del segment D que el fabricant espanyol SEAT posat a la venda al març de 2009. S'ofereix amb carrosseries sedan i familiar (Exeo ST), que es van presentar oficialment l'Saló de l'Automòbil de París de 2008 i en el Saló de l'Automòbil de Ginebra de 2009 respectivament.
L'Exeo està basat en l'Audi A4 de tercera generació (B7). Per tant, porta motor davanter longitudinal i tracció davantera, i a més podria tenir versions amb tracció a les quatre rodes. Exteriorment, les diferències entre l'Exeo i l'A4 se centren en el frontal, la tapa del maleter i els fars posteriors. El tauler prové de l'A4 descapotable.
El juny de 2008, SEAT va anunciar que el model es dirà Exeo. Anteriorment, s'havia rumorejat que el nou model podria portar el nom SEAT Bolero, o que podria ser el nou SEAT Toledo, ja que en la seva tercera generació havia tingut vendes molt menors que el SEAT Altea (del qual derivava), així com del Volkswagen Passat i del Škoda Superb. El SEAT Exeo no té la mateixa capacitat de maleter que va tenir el Toledo en la seva època. L'Exeo i el Toledo no pertanyen al mateix segment per això no és el seu substitut, el Seat Toledo podria treure una quarta generació a l'estil de la primera una gran berlina amb 5 portes superior al Exeo.

## Motoritzacions
L'Exeo serà el primer model de la marca espanyola en oferir motors dièsel equipats amb injecció directa common-rail: un 2.0 litres de 120, 140 ó 170 CV. SEAT presenta el Exeo, la seva nova berlina esportiva, a París]. En tant, els tres motors de benzina que estaran disponibles en un principi també seran de quatre cilindres en línia: un 1.6 litres atmosfèric de 102 CV, un 1.8 litres amb turbocompressor de 150 CV i un 2.0 litres turboalimentat de 200 CV.

## Acabats
- Reference: L'acabat d'accés a la gamma ja compta amb un equipament de sèrie molt complet. Entre altres elements disposa d'ABS i TCS (desconnectable), coixins de seguretat per a conductor i acompanyant, coixins de seguretat laterals davanters i de cortina, llantes de 16 polzades amb pneumàtics 205/55, control de pressió de pneumàtics, ancoratges Isofix, alçavidres elèctrics davanters amb funcions ' one touch 'i sistema antipinçament, retrovisors exteriors elèctrics, calefactats i en color carrosseria, tancament centralitzat amb comandament a distància i clau plegable de tres polsadors (se suma un tercer botó per obrir només la porta), aire condicionat, ràdio CD amb sis altaveus, seient del conductor regulable en alçada, respatller del seient del darrere abatible (1/3-2/3) i ordinador de bord (només amb el motor 2.0 TDI), etcètera.
- Style: Sobre el Reference, aquestes versions afegeixen alarma volumètrica, ESP, llantes d'aliatge de 16 polzades i set radis amb pneumàtics 205/55, fars antiboira, climatitzador de dues zones, alçavidres elèctrics darrers, retrovisors exteriors amb posició pàrquing elèctrica, volant en cuir amb comandaments per controlar l'equip d'àudio, pom de la palanca de canvis de cuir, control de velocitat de creuer, ordinador de bord, funció 'Coming Home' i dos altaveus addicionals, entre altres elements.
- Sport: Aquest acabat ofereix la mateixa dotació de sèrie que el Reference afegint un caràcter i una aparença més esportiva: suspensió amb tarats més fermes, seients esportius, acabat interior específic, volant en cuir amb comandaments per controlar l'equip d'àudio, pom del canvi en cuir, llantes d'aliatge de 16 polzades de cinc ràdios, ordinador de bord i dos altaveus addicionals.